# Ryam Sugar Factory Railway
| Ryam Sugar Factory Railway                                                                                     | Ryam Sugar Factory Railway |
| --- | -------------------------- |
| Die Lokomotive Nr. 1 ist inzwischen generalüberholt und einsatzbereit bei der Statfold Barn Railway in England |                            |
| Streckenlänge:                                                                                                 | 24 km                      |
| Spurweite: | 610 mm (2-Fuß-Spur)        |
| |                            |

Die Ryam Sugar Factory Railway wurde von der Ryam Sugar Factory in Bihar, Indien, betrieben.

## Lage
Die Ryam Sugar Factory wurde 1914 als Tirhut Co-operative Sugar Co Ltd gegründet. Sie liegt in der heutigen Stadt Raiyam, 15 km nordöstlich von Darbhanga. Die Zuckerfabrik betrieb zwei Schmalspurbahnstrecken mit einer Spurweite von 2 Fuß (610 mm), um das geerntete Zuckerrohr von den Zuckerrohrplantagen zur Fabrik zu transportieren:
- Die 14 km lange Strecke nach Mokaddampur blieb bis zur Schließung der Zuckerfabrik 1994 in Betrieb.[2]
- Die 10 km lange Strecke nach Sakri, einem Bahnhof an der Darbhanga-Bhaptiahi Branch Line der Bengal Nagpur Railway (BNR). Diese Strecke wurde bereits sehr viel früher außer Betrieb genommen.[2]

## Stationäre Dampfmaschinen
Die Dampfmaschine der No. 1 Mill hatte die Seriennummer #2619 (1932) von Mirrlees, Watson (ein Zylinder, 24” × 48”, 273 PS, Corliss Ventile, Neupreis 16000 Rs). Eine der Dampfmaschinen der Nos 2, 3 und 4 Mills hatte die Seriennummer #2423 (1914) von Mirrlees, Watson (Ein Zylinder, 300 PS, Kolbenventile, Neupreis 15000 Rs).

## Lokomotiven

### Dampflokomotiven
| Name  | Seriennummer | Achsfolge | Spurweite      | Hersteller      | Baujahr | Heutiger Standort                                  | Status                  | Anmerkungen                                | Bild |
| ----- | ------------ | --------- | -------------- | --------------- | ------- | -------------------------------------------------- | ----------------------- | ------------------------------------------ | ---- |
|       | 44657        | 4-6-0PT   | 2 Fuß (610 mm) | Baldwin         | 1916    | Statfold Barn Railway bei Tamworth, Staffordshire. | Restaurierungsbedürftig |                                            |      |
|       | 45190        | 4-6-0PT   | 2 Fuß (610 mm) | Baldwin         | 1917    | Statfold Barn Railway                              | Restaurierungsbedürftig |                                            |      |
| No 1  | 1586         | 0-4-0     | 2 Fuß (610 mm) | Davenport       | 1917    | Statfold Barn Railway                              | Betriebsbereit          | Generalüberholt und betriebsbereit (2016)  |      |
| ALPHA | 1172         | 0-6-0PT   | 2 Fuß (610 mm) | Hudswell Clarke | 1922    | Statfold Barn Railway                              | Betriebsbereit          | Generalüberholt und betriebsbereit (2016). |      |

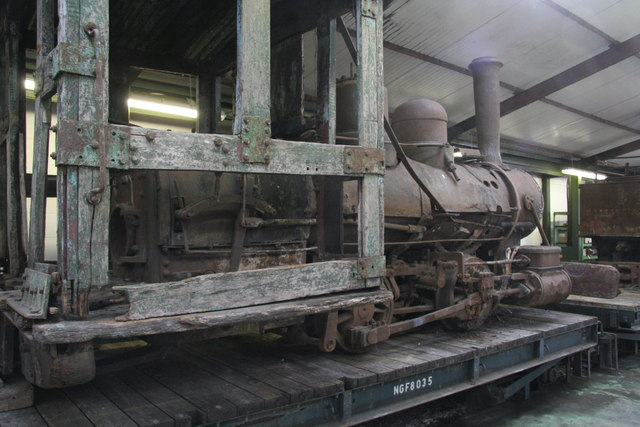
No 1 in renovierungsbedürftigem Zustand
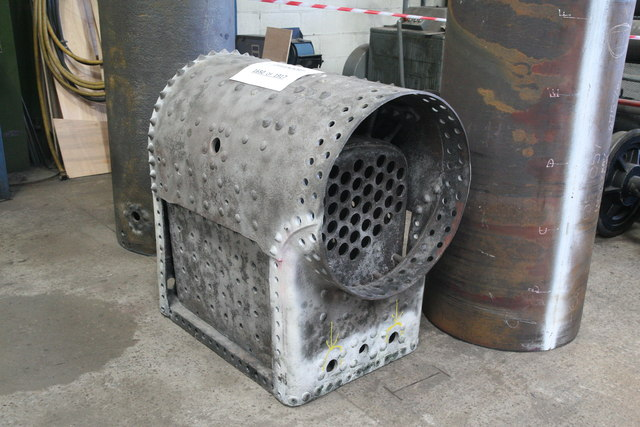
Reparatur der Feuerbüchse der No 1
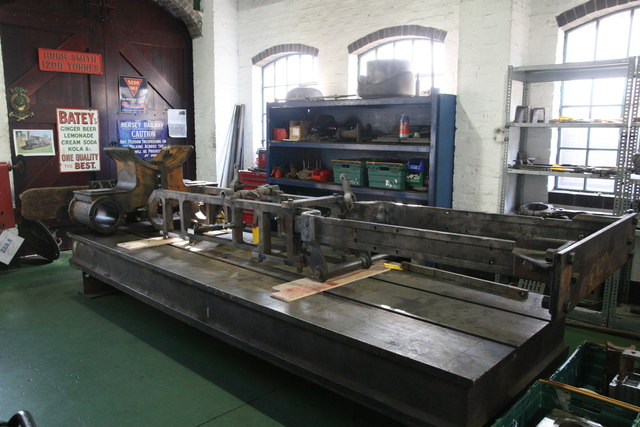
No 1 in der Werkstatt